# Matt Dillon
Matthew Raymond Dillon (* 18. února 1964 New Rochelle, New York) je americký herec a režisér. Dillon odstartoval svoji filmovou kariéru ve filmu Over the Edge (1979). V roce 2002 natočil svůj první vlastní film s názvem Město duchů. V roce 2015 si zahrál v seriálu Wayward Pines, kde hrál hlavní postavu.

## Život
Matthew se narodil v New Rochelle ve státě New York a to Mary Ellen a Paulovi Dillonovi. Matka byla hospodyňka a otec byl obchodníkem s obalovou technikou. Vyrůstal v Mamaronecku v New Yorku. Jeho prastrýc, Alex Raymond byl autorem komiksové figury Flash Gordon. Dillon je druhý ze šesti dětí. Má jednu sestru a čtyři bratry. Jeho o rok mladší bratr, Kevin Dillon se taktéž, jako Matt, věnuje herectví. Matt má irské, skotské a německé předky.
Dillon měl 3 roky (1995–1998) vztah s herečkou Cameron Diazovou.

## Filmografie
| Rok  | Název                                                 | Role                      | Poznámky                      |
| ---- | ----------------------------------------------------- | ------------------------- | ----------------------------- |
| 1979 | Over the Edge                                         | Richie White              |                               |
| 1980 | Moje tělesná stráž                                    | Melvin Moody              |                               |
| 1980 | Little Darlings                                       | Randy Adams               |                               |
| 1982 | Tex                                                   | Tex McCormick             |                               |
| 1982 | Liar's Moon                                           | Jack Duncan               |                               |
| 1982 | The Great American Fourth of July and Other Disasters | Ralph                     | Televizní film                |
| 1983 | Dravé ryby                                            | Rusty James               |                               |
| 1983 | Ztracenci                                             | Dallas Winston            |                               |
| 1984 | Flamingo Kid                                          | Jeffrey Willis            |                               |
| 1985 | Terč                                                  | Chris Lloyd/Derek Potter  |                               |
| 1985 | Rebel                                                 | Rebel                     |                               |
| 1986 | Rodný syn                                             | Jan Erlone                |                               |
| 1987 | Big Town                                              | J. C. Cullen              |                               |
| 1988 | Kansas                                                | Doyle Kennedy             |                               |
| 1989 | Flákač                                                | Bob                       |                               |
| 1989 | Vražda na Broadwayi                                   | Regret                    |                               |
| 1991 | Polibek před smrtí                                    | Jonahtan Corliss          |                               |
| 1991 | Na rybách s Johnem                                    | on sám                    |                               |
| 1991 | Women & Men 2                                         | Eddie Megeffin            | Televizní film                |
| 1992 | Singles                                               | Cliff Poncier             |                               |
| 1993 | Svatý z Fort Washingtonu                              | Matthew                   |                               |
| 1993 | Pan báječný                                           | Gus                       |                               |
| 1994 | Golden Gate                                           | Kevin Walker              |                               |
| 1995 | Zemřít pro...                                         | Larry Maretto             |                               |
| 1995 | Frankie hvězdář                                       | Terry Klout               |                               |
| 1996 | Světlo mého srdce                                     | Jay Phillips              |                               |
| 1996 | Albino Alligator                                      | Dova                      |                               |
| 1996 | Nádherný holky                                        | Tommy "Ptačí muž" Rowland |                               |
| 1997 | Svatba naruby                                         | Cameron Drake             |                               |
| 1998 | Něco na té Mary je                                    | Patrick Healy             |                               |
| 1998 | Nebezpečné hry                                        | Sam Lombardo              |                               |
| 2001 | Začalo to jedné žhavé noci                            | Randy                     |                               |
| 2002 | Divoká krev                                           | Fritzy                    |                               |
| 2002 | Město duchů                                           | Jimmy                     | Herec i režisér               |
| 2003 | Abby Singer                                           | on sám                    |                               |
| 2004 | Máš padáka!                                           | David Walsh               |                               |
| 2004 | Crash                                                 | strážník John Ryan        |                               |
| 2005 | Miláček                                               | Mark                      |                               |
| 2005 | Faktótum                                              | Henry Chinaski            |                               |
| 2005 | Můj auťák Brouk                                       | Trip Murphy               |                               |
| 2006 | My dva a křen                                         | Carl Peterson             |                               |
| 2007 | Simpsonovi                                            | Louie (hlas)              | Epizoda "Homerova odtahovka"  |
| 2008 | Nic než pravda                                        | Patton Dubois             |                               |
| 2009 | Starý páky                                            | Barry                     |                               |
| 2009 | Ozbrojení a nebezpeční                                | Mike Cochrane             |                               |
| 2010 | Gangsteři                                             | detektiv Jack Welles      |                               |
| 2011 | Taková moderní rodinka                                | Robbie Sullivan           | Epizoda "Oslava s princeznou" |
| 2012 | Girl Most Likely                                      | George/Bousche            |                               |
| 2013 | Pawn Shop Chronicles: Historky ze zastavárny          | Richard                   |                               |
| 2013 | Loupež na úrovni                                      | Nicky Calhoun             |                               |
| 2013 | Sunlight Jr.                                          | Richie                    |                               |
| 2014 | Prohnilá země                                         | Jesse Weiland             |                               |
| 2015 | Wayward Pines                                         | Ethan Burke               | Televizní seriál              |
| 2015 | Rock Dog                                              | Trey (hlas)               |                               |
| 2017 | Loupež ve velkém stylu                                | Hamer                     |                               |
| 2018 | Jack staví dům                                        | Jack                      |                               |
| 2019 | Proxima                                               | Mike                      |                               |
| 2020 | Capone                                                | Johnny Torrio             |                               |

## Nominace a ocenění
| Rok  | Ocenění                                                                             | Nominovaná práce   | Výsledek  |
| ---- | ----------------------------------------------------------------------------------- | ------------------ | --------- |
| 1981 | Young Artist Award - Nejlepší herec v hlavní roli                                   | Moje Tělesná Stráž | nominace  |
| 1983 | Young Artist Award - Nejlepší mladý herec v filmu                                   | Tex                | nominace  |
| 1990 | Independent Spirit Award - Nejlepší mužská role                                     | Flákač             | vítězství |
| 1999 | MTV Movie Award - Nejlepší darebák                                                  | Něco na té Mary je | vítězství |
| 1999 | MTV Movie Award - Nejlepší polibek                                                  | Nebezpečné hry     | nominace  |
| 1999 | Teen Choice Award - Nejvtipnější scéna                                              | Něco na té Mary je | vítězství |
| 1999 | Blockbuster Entertainment Awards - Oblíbený herec ve vedlejší roli - Komedie        | Něco na té Mary je | vítězství |
| 2005 | Dallas-Fort Worth Film Critics Association Awards - Nejlepší herec ve vedlejší roli | Crash              | vítězství |
| 2005 | Gotham Tribute Award                                                                |                    | vítězství |
| 2005 | Gotham Award - Nejlepší obsazení                                                    | Crash              | nominace  |
| 2005 | Las Vegas Film Critics Society Awards - Nejlepší herec ve vedlejší roli             | Crash              | vítězství |
| 2005 | Washington D.C. Area Film Critics Association - Nejlepší herec ve vedlejší roli     | Crash              | nominace  |
| 2005 | Hollywood Film Festival - Obsazení roku                                             | Crash              | vítězství |
| 2005 | Satellite Award - Nejlepší obsazení ve filmu                                        | Crash              | vítězství |
| 2005 | Washington D.C. Area Film Critics Association - Nejlepší obsazení                   | Crash              | vítězství |
| 2005 | Phoenix Film Critics Society Award - Nejlepší obsazení                              | Crash              | vítězství |
| 2006 | Academy Award - Nejlepší vedlejší role                                              | Crash              | nominace  |
| 2006 | BAFTA Award - Nejlepší herec ve vedlejší roli                                       | Crash              | nominace  |
| 2006 | Black Reel Award - Nejlepší obsazení                                                | Crash              | nominace  |
| 2006 | Broadcast Film Critics Association Award - Nejlepší herec ve vedlejší roli          | Crash              | nominace  |
| 2006 | Broadcast Film Critics Association Award - Nejlepší herecké obsazení                | Crash              | vítězství |
| 2006 | Chicago Film Critics Association Award - Nejlepší herec ve vedlejší roli            | Crash              | nominace  |
| 2006 | Empire Award - Nejlepší herec                                                       | Crash              | nominace  |
| 2006 | Golden Globe Award - Nejlepší herec ve vedlejší roli                                | Crash              | nominace  |
| 2006 | Independent Spirit Award - Nejlepší herec ve vedlejší roli                          | Crash              | vítězství |
| 2006 | Online Film Critics Society Award - Nejlepší herec ve vedlejší roli                 | Crash              | nominace  |
| 2006 | SAG Award - Vynikající výkon muže ve vedlejší roli                                  | Crash              | nominace  |
| 2006 | SAG Award - Vynikající výkon obsazení ve filmu                                      | Crash              | vítězství |
| 2006 | San Sebastián International Film Festival Donostia - Cena za celožiotní dílo        |                    | vítězství |
| 2007 | Cairo International Film Festival - Zvláštní cena                                   |                    | vítězství |
| 2011 | Special Tomislav Pinter Award                                                       |                    | vítězství |